# Benjamin Frederik Matthes
Benjamin Frederik Matthes (Amsterdam, 16 januari 1818 - Nijmegen, 9 oktober 1908) was een Nederlands Bijbelvertaler en taalkundige.

## Biografie
Hij was een leerling van Taco Roorda en werkte voor het Nederlandsch Bijbelgenootschap en voor de Nederlandse autoriteiten op Celebes.
In 1859 verscheen zijn Makassaarsch-Hollandsch woordenboek dat tot het verschijnen van het Nederlands-Makassaars woordenboek van A.A. Cense en Abdoerrahim 1979 het enige werk op dat gebied zou blijven.
Matthes is echter vooral bekend als de grondlegger van de studie van het Boeginees en zijn eeuwenoude literatuur. Hij maakte in 1852 kennis met prinses Colliq Pujié Arung Pancana Toa (1812-1876), een dochter van de koning van het Boeginese koninkrijk Tanété, die jarenlang met hem samenwerkte. Zij was de samenstelster van het langste manuscript van de La Galigo dat 2851 pagina’s telt en dat nu in de Leidse universiteitsbibliotheek berust. Het is nog maar een deel van het totale epos, dat als het langste in de wereld beschouwd wordt. Ook in 1858 merkte Matthes al op dat het epos in het inmiddels grotendeels islamitische land van herkomst maar een randbestaan leidde. Des te meer waardeerde hij zijn koninklijke partner en haar kennis van zaken. Zijn eigen redenen om het epos te bestuderen was dat hij vond dat een goede Bijbelvertaling aan moest sluiten bij de poëtische taal van het epos.
In 1872 publiceerde Matthes zijn "Boeginesche Chrestomatie" waarin hij een groot fragment van de La Galigo publiceerde en annoteerde. In december 1874 publiceerde hij het Boegineesch-Hollandsch woordenboek dat nog steeds als een standaardwerk in de studie van het Boeginees beschouwd wordt. Het bevat vele voorbeelden uit de La Galigo.
Nadien verzocht het gouvernement hem op terug te keren naar Makassar om er een kweekschool voor inlandse onderwijzers op te richten. Hij was daarmee afgesneden van de Boeginees-sprekende binnenlanden.

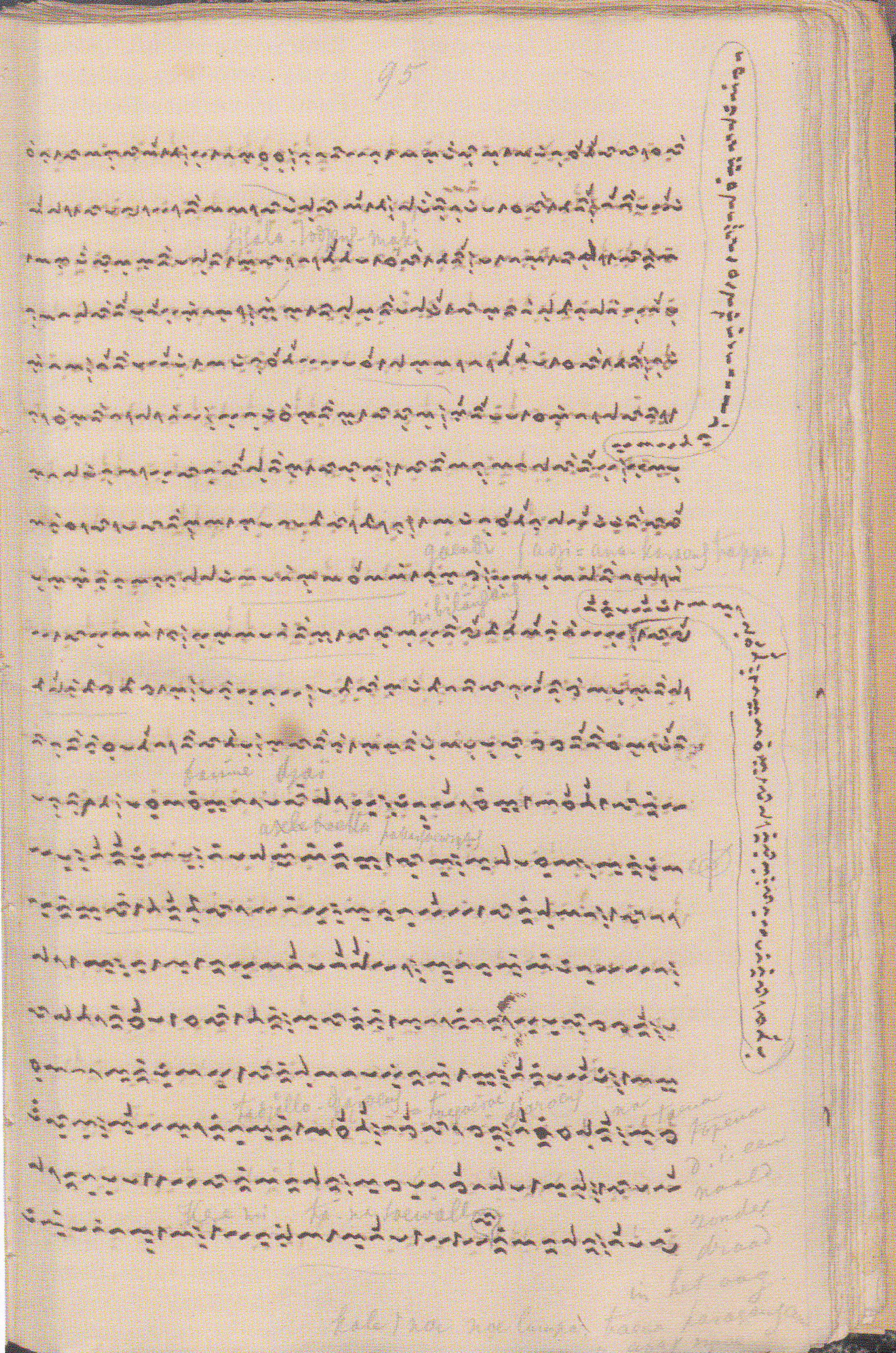
Boeginese tekst met aantekeningen van Matthes

Hij publiceerde in 1889 nog een supplement op zijn Boegineesch-Hollands woordenboek. In het voorwoord spreekt hij de wens uit “dat deeze uitgave, …., eenigermate bijdrage tot grondige beoefening der nog zoo weinig bekende talen van een’ mij steeds zoo dierbare en maar al te vaak schandelijk miskende bevolking van Zuid-Celebes” mocht zijn. Nadien is zijn werk en de La Galigo echter goeddeels uit de belangstelling verdwenen. Pas in de jaren tachtig kwam er weer een gezamenlijk Indonesisch-Nederlands project op gang, en werd het Leidse deel van het epos in het Indonesisch vertaald. In 2004 leidde deze opleving in de studie van het Boeginees uiteindelijk tot de theaterbewerking van I La Galigo door Robert Wilson die in vele wereldsteden opzien baarde.
Van 1891 tot 1900 verschenen van zijn hand vertalingen in het Boeginees en Makassaars van een zestiental Bijbelboeken.
In 1943 verscheen Dr. Benjamin Frederik Matthes, zijn leven en arbeid in dienst van het Nederlandsch Bijbelgenootschap van H. van den Brink.

## Publicaties (selectie)
- Boegineesch-Hollands woordenboek (1874)
- Boeginesche chrestomatie (1872) (incl. fragment van La Galigo)
- Makassaarsch-Hollandsch woordenboek (1859)

## Publicaties over Matthes
- J.C.G. Jonker: 'Levensbericht van Benjamin Frederik Matthes'. In: Jaarboek van de Maatschappij der Nederlandsche Letterkunde, 1909
- Hendrikus van den Brink: Dr. Benjamin Frederik Matthes. Zijn leven en arbeid in dienst van het Nederlandsch Bijbelgenootschap. Amsterdam, Nederlandsch Bijbelgenootschap, 1943